# Jeux apollinaires
Les Jeux apollinaires (en latin ludi Apollinares) sont des jeux institués à Rome en l'honneur d'Apollon pendant la deuxième guerre punique, célébrés pour la première fois en 212 av. J.-C., et fixés de façon permanente à partir de 208 av. J.-C.. 

## Création des jeux apollinaires
En 213, donc quelques années après le désastre de Cannes, le Sénat fit consulter un recueil de prédictions, qui avait été récemment découvert à Rome, les Carmina Marciana. Tite-Live et Macrobe affirment, contre l'opinion d'autres historiens et annalistes qu'ils ne nomment pas, que cette consultation eut lieu non pas à l'occasion de quelque famine, épidémie ou prodige, mais à cause des victoires d'Hannibal et de la situation critique dans laquelle se trouvait la République romaine. Une première prophétie évoquait des milliers de cadavres romains près de Cannes, dont la réalisation donnait du crédit à une seconde prophétie des Carmina Marciana, que les deux auteurs ont transmise en termes à peu près identiques :
« Romains, si vous voulez chasser l'ennemi et le fléau qui vous arrive des extrémités de l'univers, je vous engage à vouer à Apollon des jeux que vous célébrerez pieusement chaque année, en partie aux frais du public, en partie aux frais des particuliers. Faites présider à la célébration de ces jeux le préteur qui sera chargé de rendre la justice à toutes les classes du peuple. Que les décemvirs offrent des sacrifices avec les rites des Grecs. Si vous suivez exactement ces conseils, vous jouirez d'une prospérité toujours nouvelle, et votre situation deviendra plus florissante ; car ce dieu anéantira les ennemis qui dévorent avec sécurité la substance de vos champs fertiles ».
Les livres sibyllins furent consultés et donnèrent la même réponse. Aussitôt le Sénat décida que des jeux seraient voués et célébrés en l'honneur d'Apollon, et que le préteur urbain recevrait pour ces jeux une somme de 12 000 as. Ces jeux furent donnés en 212 av. J.-C. par le préteur Publius Cornelius Rufus, surnommé Sibylla ou Sylla, avec des jeux scéniques et des jeux de cirque dans le cirque Maxime. Les spectateurs portaient des couronnes de laurier, et chacun d'eux dut faire une offrande, conformément aux prescriptions des Carmina Marciana.

## Histoire et évolution des jeux
Pendant quelque temps, les jeux Apollinaires furent de nouveau décrétés chaque année par le Sénat et toujours confiés au préteur urbain, tandis que le jour de leur célébration variait d'une année à l'autre. En l'année 208, une épidémie dangereuse ayant éclaté à Rome et dans les campagnes d'alentour, le préteur urbain Publius Licinius Varus fit voter par le peuple une loi, d'après laquelle in ludi in perpetuum in statam diem voverentur. Tite-Live ajoute que le jour choisi fut le troisième jour avant les nones de juillet, et que ce jour ne fut pas changé depuis lors. Il y a là une erreur manifeste, qui provient sans doute d'une faute de copiste ; il faut lire : le troisième jour avant les ides de juillet. En effet, Tite-Live lui-même, dans un autre passage, indique que ces mêmes jeux, en l'année 190, se célébraient le cinquième jour avant les ides de juillet. 
Primitivement, les ludi Apollinares avaient lieu le 13 juillet et ne duraient qu'un jour ; mais bientôt ils acquirent plus d'importance et d'éclat : si en l'année 190, le cinquième jour avant les ides de juillet, c'est-à-dire le 11 juillet, était occupé par eux, c'est que, dès cette époque, ces jeux duraient au moins trois jours (du 11 au 13). Dans les anciens calendriers, ils occupent huit jours, du 6 au 13 juillet ; dans le calendrier de Filocalus, ils en occupent neuf, du 3 au 13. 
D'après Tite-Live, en -212 les jeux Apollinaires furent célébrés dans le cirque Maxime : c'étaient donc des ludi circenses. Mais de très bonne heure des jeux scéniques y furent joints : en -169, pendant que les jeux étaient donnés par le préteur Caius Sulpicius Gallus, Ennius mourut après avoir fait représenter sa tragédie de Thyeste. En -60, une partie des jeux se passait au théâtre. 
À la fin de la République, les ludi Apollinares comprenaient aussi une venatio. Sous l'Empire, ces jeux gardèrent toute leur importance et tout leur éclat.